# 島マス
島 マス（しま マス、1900年3月13日 - 1988年7月9日）は、沖縄県の教育者、社会福祉活動家。第二次世界大戦後、米統治下の沖縄で、おもに児童・青少年に関わる様々な社会福祉事業に関わり、「戦後沖縄の "福祉の母"」と称された。

## 生涯
1900年、当時の美里間切伊波村（現在のうるま市）に、貧しい小作農であった伊波家の末子として生まれる。1919年、沖縄県女子師範学校を卒業して、山田尋常高等小学校訓導となり、以降、長く小学校教員を務めた。1921年、同じく小学校教員であった島有剛と結婚して島姓となり、翌1922年以降、5男2女をもうける。1945年、沖縄戦の中でふたりの子を失う。
1948年、小学校教員を依願退職して、越来村（現在の沖縄市）へ移り、越来村婦人会を結成して戦災母子世帯の救済や青少年の健全育成をめざす活動に取り組む。当時は、戦災母子家庭の母親などが、米兵をおもな相手とする売春に関わるといった例が横行する社会状況があった。米民政府社会事業課から、公衆社会事業委員（厚生員）に任命される、以降、様々な福祉関係の公職に就く。
1952年に胡屋児童保護所、1953年にコザ女子ホームを開設し、それぞれの教母となる。
1957年に中部地区社会福祉協議会の設立に関わって専任職員となり、翌1958年に事務局長に就任した。
1967年、沖縄タイムス大賞（社会奉仕賞）を受賞。
1970年、勲六等宝冠章を受ける。
1979年、琉球新報賞（青少年保護と更生保護事業）、沖縄県功労賞(社会福祉功労)を受賞。

## 島マス記念塾
1993年、島マスの理念を受け継ぐ人材育成をめざす「島マス記念塾」が沖縄市社会福祉協議会によって開設された。以降、毎年20人前後の塾生を育成している。